# Hans Cloos

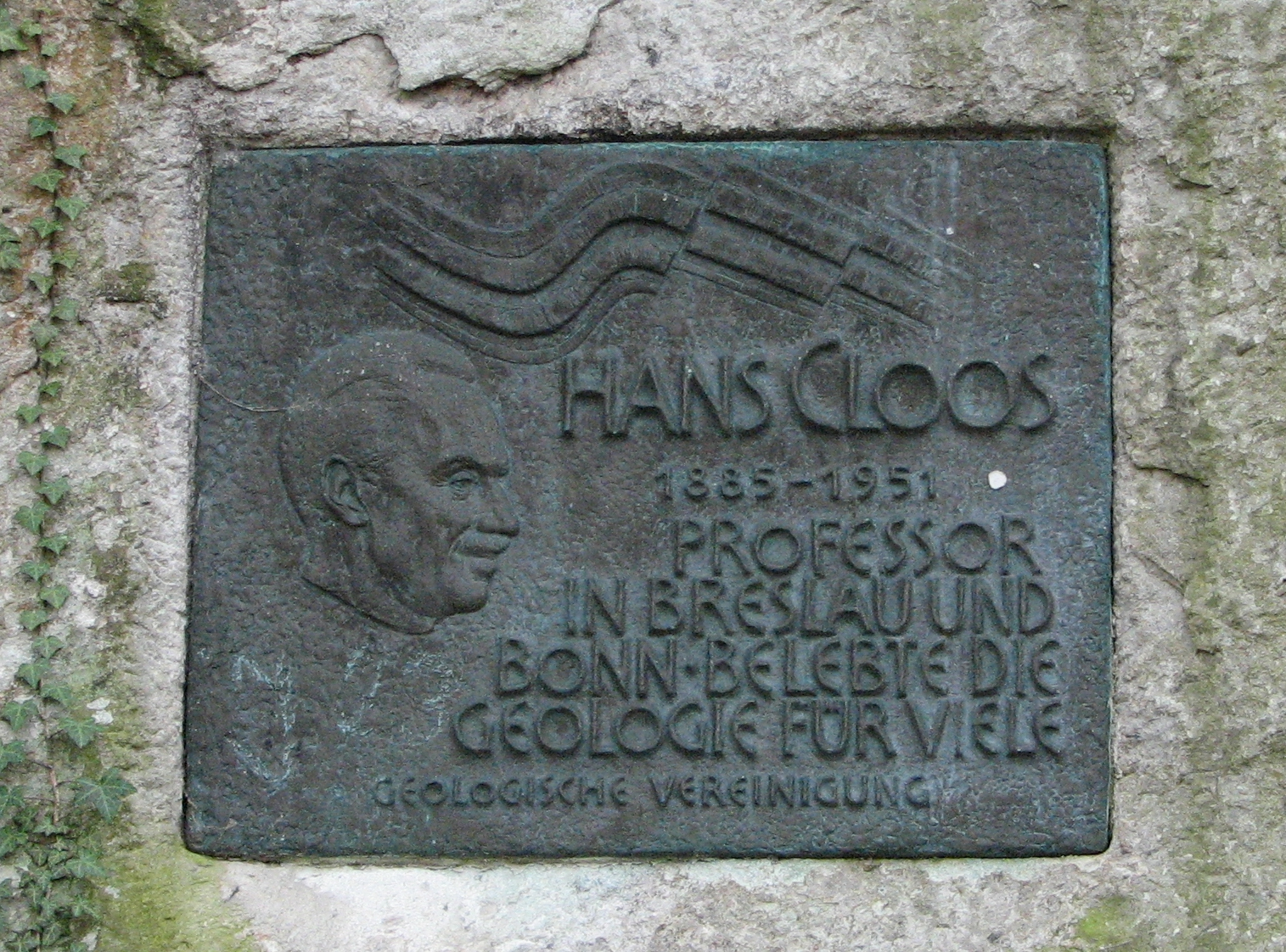
Minnestavla över Hans Cloos

Hans Cloos, född 8 november 1885 i Magdeburg, död 26 september 1951 i Bonn, var en tysk geolog.
Cloos blev filosofie doktor i Freiburg im Breisgau 1910, var därefter verksam i Tyska Sydvästafrika samt på Borneo och Java intill första världskrigets utbrott. År 1919 efterträdde han Fritz Frech som professor i geologi i Breslau och 1926 Gustav Steinmann som professor i Bonn. Han blev korresponderande ledamot av Geologiska Föreningen i Stockholm 1947 och tilldelades Penrosemedaljen 1948.